# John Treadwell Nichols
John Treadwell Nichols (11 de Junho de 1883 - 10 de Novembro de 1958) foi um ictiólogo americano.
Nichols foi o curador da coleção de peixes no Museu Americano de História Natural. Em 1913 ele fundou Copeia que se tornou o diário oficial da Sociedade americana de Ictiologistas e Herpetologistas em 1923. Esta sociedade também foi estabelecida em 1913. Em 1916 foi o primeiro que descreveu o perdido Petrel de Bermuda, que foi redescoberto em 1906 por Louis Mowbray. Foi o curador responsável pelo  Departamento de Ictiologia no Museu Americano de História Natural de 1920 a 1957.
Nichols escreveu 1.000 artigos e livros (não apenas sobre peixes mas também sobre pássaros) e fez muitas expedições ao redor do mundo.

## Trabalhos de Nichols
- Peixes da redondeza da Cidade de Nova Iorque
- Peixes de água doce da China
- Livro de campo de peixes de água doce do norte do México
- Peixes marinhos de Nova Iorque e do sul de New England
- Peixes e ostras do Mundo do Pacífico
- Peixes de água doce representativos da América do Norte